# Abelmoschus palianus
Abelmoschus palianus är en malvaväxtart som beskrevs av Sutar, K.V.Bhat och S.R.Yadav. Abelmoschus palianus ingår i släktet Abelmoschus och familjen malvaväxter. Inga underarter finns listade i Catalogue of Life.